# System III
UNIX System III (znany też jako System 3) – wersja systemu operacyjnego Unix wprowadzona przez Unix Support Group (USG) związana z AT&T. Jego pierwsza wersja została wydana przez Bell Labs w roku 1982. UNIX System III był swego rodzaju mieszanką poprzednich wersji Unixa tegoż zespołu: wersji PWB/UNIX 2.0, wersji CB UNIX 3.0, wersji UNIX/TS 3.0.1 i wersji UNIX/32V. Współpracował z komputerami DEC, PDP-11 i VAX.
Genezą nazwy (a dokładniej genezą trójki w nazwie) jest najprawdopodobniej fakt, że system bazuje na wersjach UNIX/TS 3.0.1 oraz CB UNIX 3. Dokumentacja systemu mówi nam o systemie nazwanym UNIX Edition 3.0 choć nie było wcześniej ani systemu z I czy II przy nazwie. Nie było także oficjalnej publikacji systemu UNIX/TS 4.0 (który byłby Systemem IV). System III został więc zastąpiony dopiero przez System V, bazujący na UNIX/TS 5.0. System V był pierwszą komercyjną wersją Uniksa AT&T.
Wraz z systemem wprowadzonych zostało parę nowości, jak np. potok nazwany, polecenie uname, a także run queue. Jednakże nie zawierał funkcji, które wprowadzone zostały w BSD takich jak C shell (csh) i edytowanie na ekranie.
Różne wariacje systemu III zawierały m.in.: HP-UX, IRIX, IS/3, PC-UX, PNX, SINIX, Venix and Xenix (wczesne wersje).